# John Young (Politiker, IV)
John Young ist ein Politiker aus Jersey, der seit 2018 Umweltminister ist.

## Leben
John Young wuchs in der Nachkriegszeit in London auf und erwarb ein Diplom in Finanzwirtschaft sowie ein Zertifikat im Fach Management. Darüber hinaus erwarb er einen wissenschaftlichen Abschluss an The Open University und war in der britischen kommunalen Finanzverwaltung tätig. Er wurde Fellow des Chartered Institute of Public Finance Accountants (FCIPFA). Er lebt seit 1979 auf Jersey und war zuletzt Leiter der Planungs- und Umweltbehörde von Jersey, ehe er in die Privatwirtschaft wechselte und Leiter einer Anwaltskanzlei sowie Berater für Finanzdienstleistungen war. Er wurde erstmals am 14. November 2011 für den Wahlkreis St. Brelade No. 1 Mitglied der 53-köpfigen States of Jersey. Bei den Wahlen am 15. Oktober 2014 bewarb er sich für ein Mandat als Senator und erreichte dabei mit 7074 Stimmen den elften Platz. Er verpasste dabei den Einzug in den Senat, für den acht Sitze zu vergeben waren.
Daraufhin war Young zwischen Juni 2015 und September 2017 zuständiger Planungsbeamter der zu Guernsey gehörenden Kanalinsel Alderney und entwarf 2017 den dortigen Flächennutzungsplan sowie die Einführung einer Planungsrechtsreform. Im Anschluss war er als selbständiger Unternehmensberater in Alderney, Guernsey und Jersey tätig. Am 1. Juni 2018 wurde er ohne Gegenkandidat für den Wahlkreis St. Brelade No. 1 erneut Mitglied der States of Jersey. Nachdem sich am 4. Juni 2018 John Le Fondré bei der Wahl zum Chief Minister von Jersey mit 30 zu 19 Stimmen gegen den Amtsinhaber Ian Gorst durchsetzen konnte, wählte am 7. Juni 2018 das Parlament die Kabinettsmitglieder. Dem Ministerrat (Council of Ministers) gehören neben Chief Minister Le Fondré unter anderem Ian Gorst als Außenminister, Len Norman als Innenminister sowie Susie Pinel als Schatzministerin an. John Young übernahm im Kabinett Le Fondré das Amt als Umweltminister. Dem Ministerrat gehören aktuell zwölf Mitglieder an.